# ASCENDEAD MASTER
「ASCENDEAD MASTER」（アセンデッド・マスター）は、Versaillesの通算4枚目のシングル。2009年6月24日にワーナーミュージック・ジャパンから発売された。

## 解説
Versaillesのメジャーデビューシングル。ベーシストJasmine Youが在籍する最後のシングル。唯一オリコンチャートでトップ10にランクインした。
PVを収録したDVD付きの初回盤3タイプと通常盤の、合わせて4タイプでのリリースで、各タイプのカップリングにはKAMIJOが作曲したインスト曲が収録されている。

## 収録曲
1. ASCENDEAD MASTER [5:52]
  - 作詞:KAMIJO／作曲:HIZAKI
2. HALLWAY [1:55]
  - 作曲:KAMIJO

初回盤I
3. PILGRIM [1:45]
  - 作曲:KAMIJO

初回盤II
4. COVENANT [1:31]
  - 作曲:KAMIJO

初回盤III
5. 月下香 [4:43]
  - 作詞・作曲:HIZAKI

通常盤
6. DESCENDANT OF THE ROSE [1:49]
  - 作曲:KAMIJO

通常盤のみ収録

## 収録作品
- JUBILEE（#1,2、共にAlbum Remaster）

## 品番
- 初回盤I：WPZL-30130/1
- 初回盤II：WPZL-30132/3
- 初回盤III：WPZL-30134/5
- 通常盤：WPCL-10692

### 参照
1. ↑  “"Versailles ディスコグラフィー”. 2012年8月14日閲覧。[リンク切れ]